# Pałac Kryształowy
Pałac Kryształowy (ang. The Crystal Palace) – niezachowany  budynek z żeliwnych i szklanych prefabrykatów (pierwszy obiekt w całości prefabrykowany), pierwotnie wzniesiony w Hyde Parku w Londynie na Wielką Wystawę Światową (1851). Zaprojektowany przez Josepha Paxtona - hodowcę kwiatów, ogrodnika i konstruktora szklarni. Budynek o powierzchwni 70 000 m2 miał 549 m długości i 43 m wysokości.
Wśród atrakcji pałacu najbardziej widowiskowe były modele dinozaurów naturalnej wielkości zbudowane przez rzeźbiarza Waterhouse’a Hawkinsa przy ścisłej współpracy anatoma Richarda Owena, twórcy określenia „dinozaur”.
Po wystawie (1854) pałac został przeniesiony do dzisiejszego Upper Norwood, gdzie został powiększony. Był wielką atrakcją turystyczną Londynu i miejscem, gdzie odbywało się wiele imprez aż do 1936, gdy spłonął.
Od niego pochodzi nazwa dystryktu mieszkalnego Crystal Palace, umiejscowionego w południowo-wschodniej części Londynu w dzielnicy Bromley, oraz nazwa klubu piłkarskiego Crystal Palace F.C.
Lońdyński Pałac Kryształowy stał się prototypem takich budowli jak Crystal Palace w Nowym Jorku (1853) i Glaspalast w Monachium (1854). 
W miejscu pałacu pozostał park rekreacyjny Crystal Palace, jeden z większych w Londynie, wraz ze wszystkimi jego instalacjami (modele dinozaurów, labirynt z żywopłotu). W Crystal Palace mieścił się także słynny tor wyścigowy, którego części dzisiaj są zachowane jako ścieżki. Centrum sportowe Crystal Palace było częścią obiektów olimpijskich w czasie igrzysk olimpijskich w 2012.

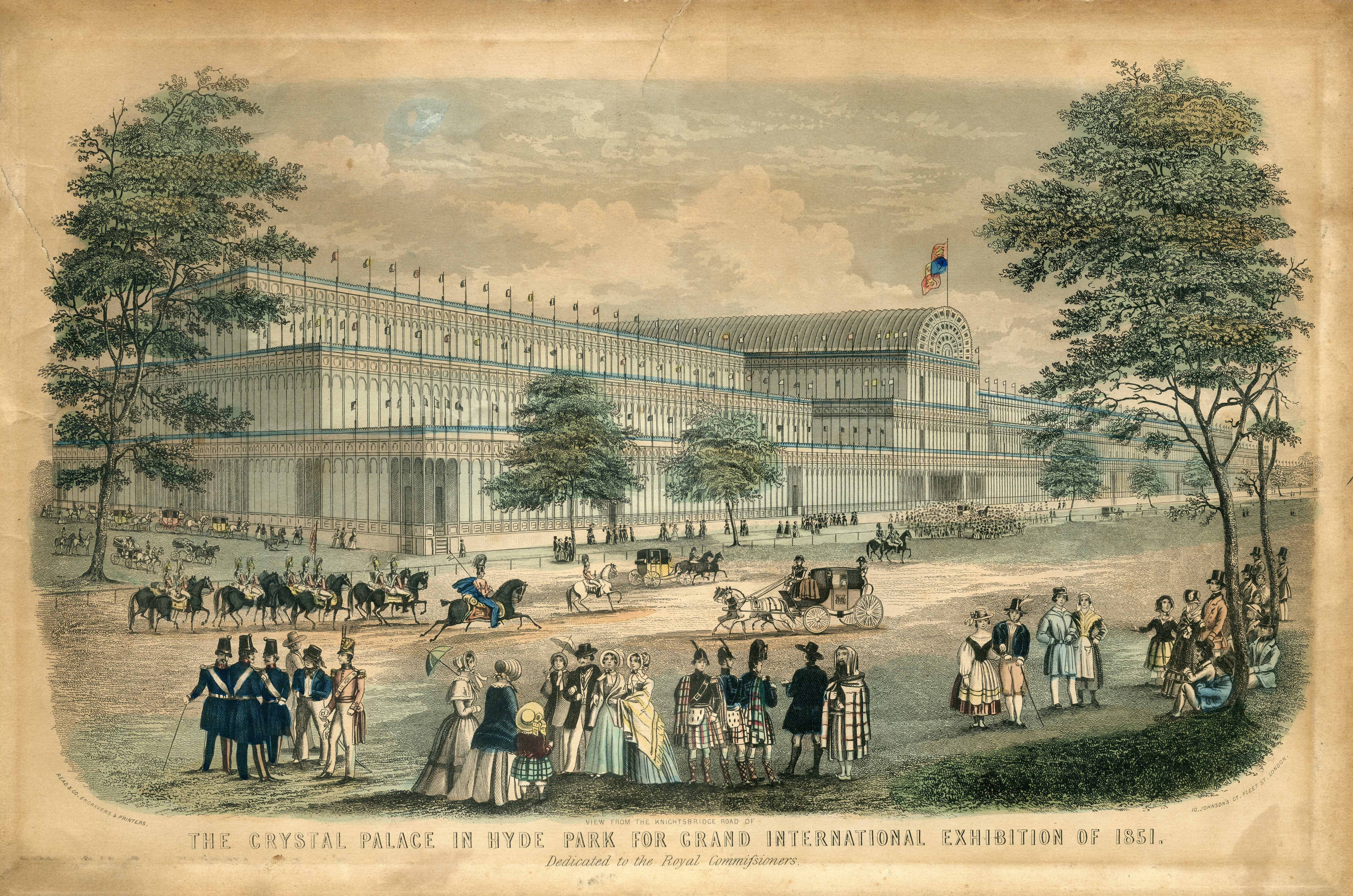
W 1851 w Hyde Parku
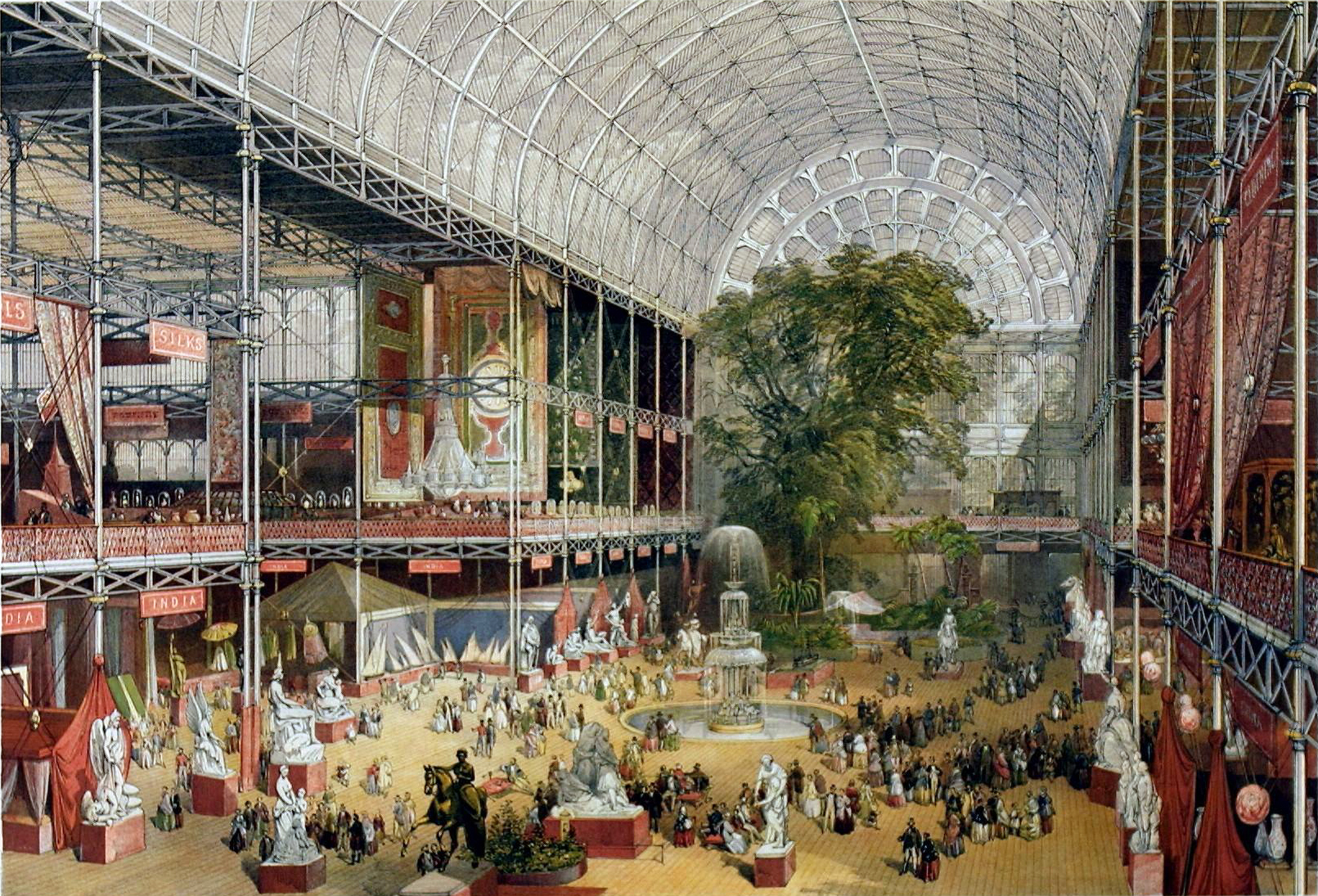
Wnętrze pałacowe
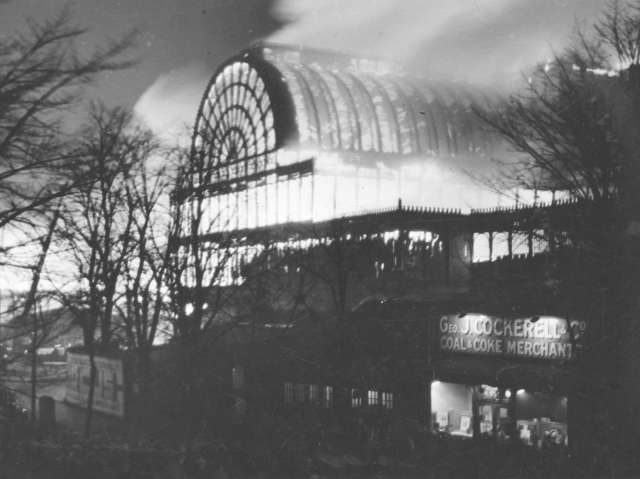
Crystal Palace podczas pożaru w 1936
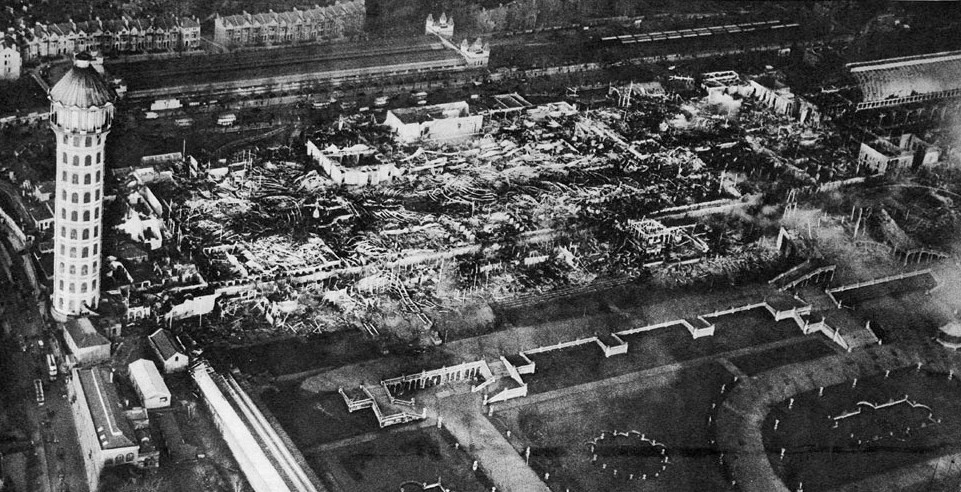
Kilka dni po pożarze

## Odniesienia w kulturze
- Holendersko-angielski zespół H.E.R.R. nagrał album muzyczny „Fire And Glass – A Norwood Tragedy”, który poświęcony jest historii i zniszczeniu pałacu.